# مرجمک‌کوی (تاش‌اوا)
مرجمک‌کوی (به لاتین: Mercimekköy) یک منطقهٔ مسکونی در ترکیه است که در تاشوا واقع شده‌است.